# Bat (mitologija)
Bat je egipatska božica koja u ranoj egipatskoj mitologiji predstavlja personifikaciju svemira i Mliječne staze. Drevni Egipćani su ju počeli štovati barem 8000 godina prije Krista. Mliječna staza je tada smatrana bazenom mlijeka. Epiteti su joj "Ona Koja Voli" i "Velika Krava", te "Bat od Dva Lica".

## Karakteristike
Bat ima kravlje rogove, a na jednom kamenu je prikazana s lijepim licem sličnim Hathor. Hathor je božica-krava, zaštitnica plodnosti kao i Bat. Riječ ba (duša) nastala je od Batinog imena. Također, ankh je njezin simbol. Rijetko je prikazivana u slikarstvu i kiparstvu i općenito, u umjetnosti je bila rijetka. To je možda zato što ni nije bila toliko važna. Bat se može smatrati oblikom Hathor, jer je na jednom grupnom kipu Hathor prikazana s rogovima i Suncem na glavi, desno je faraon, a desno od faraona Bat. Bat je zamišljena kao velika krava prekrivena zvijezdama što jako sliči Hathor, ali nije imala Hathorinu popularnost. Češće je bila na amuletima protiv zla, a znak joj je i sisrum, sveta čegrtaljka, glazbeni instrument. Nejasan je njezin naziv "Ba od Dva Lica". Na Tekstovima piramida piše o Bat: "Ja sam hvaljena, ja sam Veličanstvo, ja sam Bat s Dva Lica, ja sam "Ona Spašena", ja sam spasila samu sebe od zla." Čini se da je na početku bila jedna božica-krava, koja je poslije razdvojena na Hathor i Bat.